# Katedrála Božského Spasitele
Katedrála Božského Spasitele (také bazilika Božského Spasitele) v Ostravě je spolu s konkatedrálou Nanebevzetí Panny Marie v Opavě hlavním kostelem ostravsko-opavské diecéze. Nachází se v Moravské Ostravě uprostřed náměstí Msgre. Šrámka a jde o druhý největší kostel na Moravě, hned po velehradské bazilice.[zdroj?]
Vybudována byla v letech 1883–1889 v novorenesančním slohu podle plánů Gustava Meretty, stavbu řídil ostravský architekt Clemens Hladisch (Klement Hladiš) a vnitřní výzdobu navrhoval Max von Ferstel. Slavnostní vysvěcení provedl olomoucký arcibiskup Theodor Kohn 16. července 1897. Katedrálním kostelem je od zřízení ostravsko-opavské diecéze, ke kterému došlo 30. května 1996.

## Budova
Neorientované bazilikální trojlodí je zakončeno půlkruhovou apsidou na jihovýchodě. Hlavní loď je 14 metrů široká a 22 metrů vysoká, boční lodě jsou 7 metrů široké a 10 metrů vysoké. Celková délka budovy je 68 metrů. V severozápadním průčelí se tyčí dvě symetrické čelní věže vysoké 67 metrů. Dovnitř se vejde 4000 lidí, proto je katedrála druhá největší církevní stavba na Moravě (hned po bazilice na Velehradu). Ve výšce bočních lodí se nachází trojdílná římsa, kterou nese dvanáct volně stojících sloupů iónského slohu z pískovce. Klenba hlavní lodi je dělená pilastry v korintském slohu.

## Historie
Dne 23. května 1871 rozhodla městská rada o záměru stavby nového farního kostela, který by nahradil již nevyhovující farní kostel svatého Václava. Ten jednak nepojal stále se zvyšující počet věřících a jednak nevyhověl úředním požadavkům na veřejné budovy. Po protipožární kontrole vyzvalo 2. ledna 1882 okresní hejtmanství v Místku zástupce města, aby stavbu nového kostela zahájili. Zastupitelstvo pak na své schůzi 5. října 1882 vyslovilo souhlas se stavbou nového farního kostela.
Slavnostní výkop základů uskutečnili starosta Anton Lux a farář Josef Spurný 4. října 1883, v den císařových jmenin. Výše úvěrů, které zatížily obecní pokladnu, vedla ke kritice Luxovy práce. Když byla v říjnu 1885 projednávána nová půjčka na stavbu, postavili se zástupci města proti starostovi a žádost o úvěr zamítli. Nadto prosadili kontrolu účtů stavby. Roztrpčený starosta na to reagoval okamžitou abdikací. Tato však nebyla přijata a Lux ve svém úřadě setrval až do řádných voleb v červenci 1888. I poté však byl aktivním členem kostelního konkurenčního výboru.
Kostelní konkurenční výbory byly na Moravě zřizovány dle zemských zákonů z roku 1864 a 1874. Šlo o dozorčí a výkonné orgány, které byly nezřídka objednavateli projektů a mobiliářů nových kostelů, čímž významně zasahovaly do jejich finální podoby. Uplatňovaly se zejména tam, kde ve farním svazku bylo více obci. Kostel Božského Spasitele měl sloužit hned čtyřem obcím, které se na jeho stavbě měli podílet poměrnou částkou. Tyto obce však usilovaly o vlastní farní správu a kostel, proto příspěvky na stavbu moravskoostravského kostela byly často příčinou sváru. Další tok financí byl spíše paradoxní. Zatímco olomoucké arcibiskupství, které nad kostelem převzalo patronát a mělo tak dle patronátního práva uhradit třetinu nákladů stavby, vyplatilo jen necelých 33 tisíc zlatých, vysoké částky poskytli darem židovští podnikatelé, jako byl svobodný pan Rotschild a bratři Gutmannové. Stavba celkem přišla na 368 tisíc zlatých, z toho 33 tisíc zlatých stály vnitřní úpravy a mobiliář.

### Hlavní oltář
Autorem původního hlavního oltáře byl známý vídeňský architekt Max von Ferstel. Von Ferstel se snažil o harmonii oltáře se zbytkem budovy, navrhl proto novorenesanční architekturu se čtyřmi sloupy. Sloupy, u vrcholu dekorované znaky Rakouska, Moravy, Moravské Ostravy a olomouckého arcibiskupství, nesly polygonální tambur s hlavami evangelistů. Tambur ukončovalo královské jablko, symbol Kristovy vlády nad lidstvem. Po druhé světové válce bylo rozhodnuto o změnách interiéru kostela, které provedl pražský architekt J. Čermák. Původní oltář byl nahrazen novým křídlovým. Ten stál na masivních mramorových nohách. Menza byla zhotovena z jediného kusu mramoru; kvádr kamene musel být dovezen až z Rumunska, protože české lomy nedodávaly kameny takové velikosti. Uprostřed stál svatostánek s baldachýnem zhotovený z měděného pozlaceného plechu pro oltářní kříž. Veřejnosti byl nový interiér poprvé představen na půlnoční mši 24. prosince 1954. V sedmdesátých letech 20. století došlo k obílení zdí, čímž zanikly původní malby. Nad oltářem byl umístěn plastický nápis Kristus vítězí, kraluje, vládne. V osmdesátých letech byl provizorní obětní stůl nahrazen mramorovým. Jeho vysvěcení provedl 23. září 1989 olomoucký arcibiskup František Vaňák. V roce 1999 byl na hlavní oltář umístěn relikviář s ostatky svaté Hedviky Slezské a nový zlacený oltářní kříž sloužící zároveň jako procesní.

### Varhany
V katedrále jsou instalovány dvoje varhany. Malé postavili bratři Riegrové ve třicátých letech 20. století a slouží dodnes. Velké postavil Jan Tuček v letech 1938–1939. Složitá pneumatická traktura byla značně poruchová a přes časté opravy sloužil nástroj vždy jen několik let a poté musel být odstaven. V červnu 1995 se naskytla příležitost koupit velké píšťalové varhany z Německa postavené v roce 1959 německou firmou Führer. Ty měly celkem 42 znějících rejstříků (z toho 10 rejstříků jazykových), tři manuály a zásuvkovou mechanickou trakturu. Z hodnoty varhan 250 000 marek muselo biskupství zaplatit jen desetinu. Krnovský varhanář Václav Smolka z nich v září 1998 sestavil nové varhany. Původní cena projektu byla odhadnuta 1 350 000 Kč, konečná částka činila 2 240 000 Kč. Dalších 560 000 Kč stály ostatní náklady, jako dovoz varhan, úpravy kůru aj.
| I. Hauptwerk C–g3 |             |      |
| 1.                | Quintade    | 16′  |
| 2.                | Praestant   | 8′   |
| 3.                | Rohrpfeife  | 8′   |
| 4.                | Oktav       | 4′   |
| 5.                | Weitflöte   | 4′   |
| 6.                | Quinte      | 2/3′ |
| 7.                | Oktav       | 2′   |
| 8.                | Spitzflöte  | 2′   |
| 9.                | Mixtur 5–7× |      |
| 10.               | Zimbel 3×   | 2′   |
| 11.               | Trompete    | 16′  |
| 12.               | Trompete    | 8′   |

| II. Oberwerk C–g3 |                     |       |
| 13.               | Rohrflöte           | 8′    |
| 14.               | Salizional (Ranket) | 8′    |
| 15.               | Praestant           | 4′    |
| 16.               | Flöte               | 4′    |
| 17.               | Nasard              | 2/3′  |
| 18.               | Waldflöte           | 2′    |
| 19.               | Terz                | 13/5′ |
| 20.               | Oktavin             | 1′    |
| 21.               | Mixtur 4-6×         |       |
| 22.               | Krummhorn           | 8′    |
| 23.               | Schalmay            | 4′    |
|                   | Tremulant           |       |

| III. Brustwerk C–g3 |                 |      |
| 24.                 | Gedackt         | 8′   |
| 25.                 | Blockflöte      | 4′   |
| 26.                 | Oktav           | 2′   |
| 27.                 | Quinte          | 1/3′ |
| 28.                 | Sesquialtera 2× |      |
| 29.                 | Scharff 2×      |      |
| 30.                 | Dulcian         | 8′   |
|                     | Tremulant       |      |

| Pedal C–f1 |                 |     |
| 31.        | Praestant       | 16′ |
| 32.        | Subbaß          | 16′ |
| 33.        | Praestant       | 8′  |
| 34.        | Gedacktbaß      | 8′  |
| 35.        | Oktav           | 4′  |
| 36.        | Nachthon        | 2′  |
| 37.        | Rauschpfeife 4× |     |
| 38.        | Mixtur 6×       |     |
| 39.        | Posaune         | 16′ |
| 40.        | Trompete        | 8′  |
| 41.        | Clarine         | 4′  |
| 42.        | Cornett         | 2′  |

Použití zmíněného píšťalového fondu v kombinaci s umístěním varhan na akusticky nevyhovujícím kůru je vnímáno jako problematické, zvuk varhan je pro prostory katedrály slabý a nedostačující pro doprovod liturgie. Zvukové a mechanické kvality nástroje jsou nicméně hodnoceny pozitivně, což z těchto varhan činí vhodný koncertní nástroj.

## Rekonstrukce

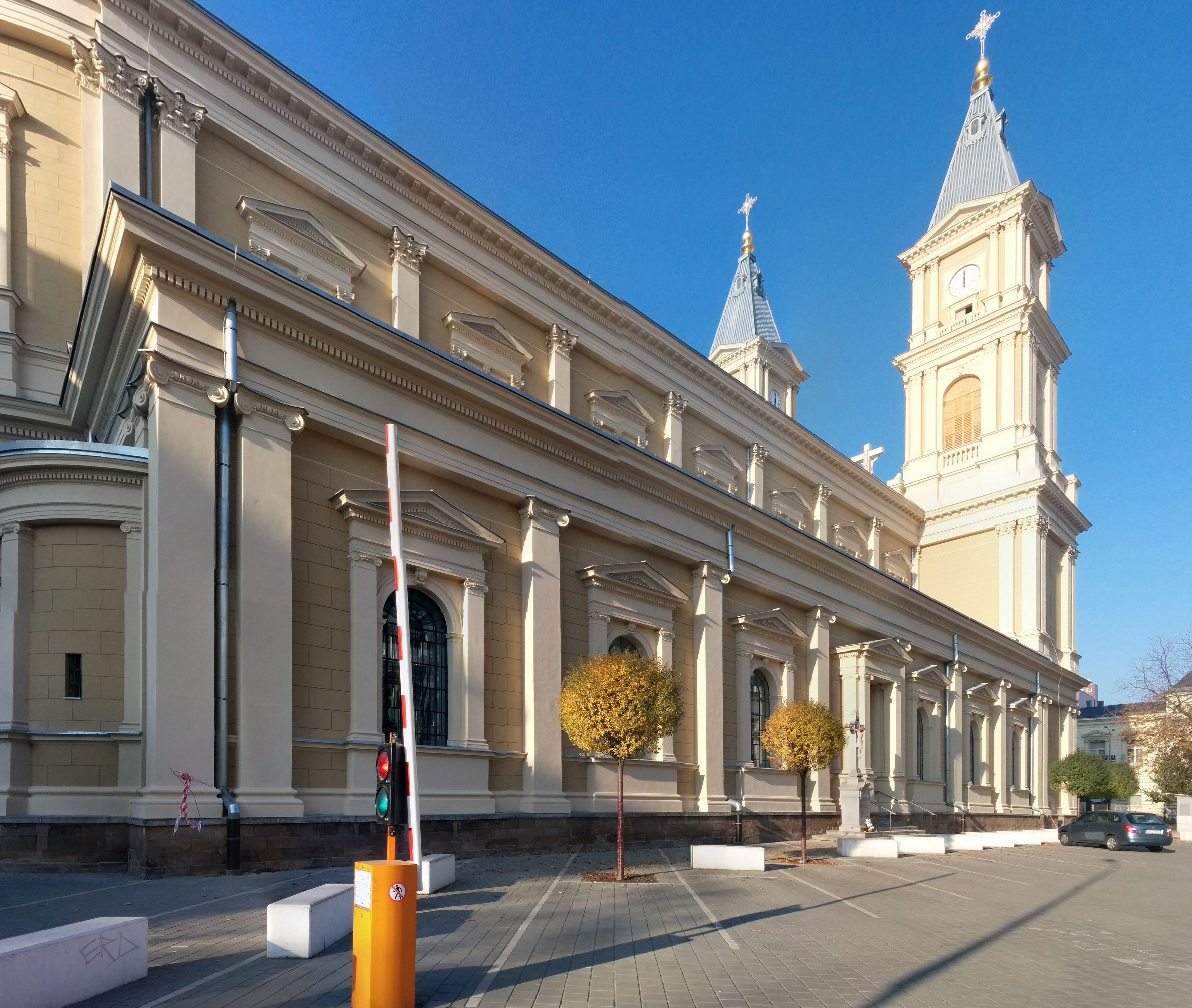
Nová barevnost fasády, listopad 2015

V září 2014 byla zahájena rozsáhlá rekonstrukce katedrály. Ta zahrnovala opravu střechy lodi a věží, krovů, sousoší mezi věžemi, opravu oken a dveří, novou fasádu. V interiéru jde o novou podlahu, opravené lavice, novou elektroinstalaci, topení do lavic, doplnění osvětlení a výmalbu. V bočních lodích je instalována expozice o diecézi a v bočním průchodu u vchodu vzniklo WC pro účastníky bohoslužeb a návštěvníky kostela. Křestní kaple byla změněna na eucharistickou kapli se svatostánkem a možností adorace Nejsvětější Svátosti přes den. Mariánský oltář P. Marie Lurdské je umístěn na místo oltáře se svatostánkem.
Výrazná je změna barvy fasády. Červenožlutou kombinaci nahradila nově navržená barevnost. Nové odstíny nekopírují historickou barevnost, ale na rozdíl od předchozí červenožluté kombinace se drží staršího principu, kdy základní ustupující plochy jsou tmavší než zdobné prvky vystupujících ploch.
V šesti oknech jsou instalovány transparentní LCD displeje na kterých jsou promítané vybrané práce studentů Fakulty umění Ostravské univerzity.
Celkové náklady na rekonstrukci jsou vyčísleny na 60 miliónů korun.
Slavnostní znovuotevření katedrály pro veřejnost se uskutečnilo 22. 11. 2015.
Katedrála Božského Spasitele je otevřena pro turisty denně mimo neděli, pondělí a státní svátky. Úterý - sobota od 8,15 - 12,15 hod. a 13,15 - 17,15 hod. 

## Bohoslužby
| Kostel                       | Místo   | Bohoslužba (den)                                 | Hodina                                         |
| ---------------------------- | ------- | ------------------------------------------------ | ---------------------------------------------- |
| Katedrála Božského Spasitele | Ostrava | pondělí úterý středa čtvrtek pátek sobota neděle | 7.30, 18.00 7.30, 17.00 18.00 7.30, 9.30,19.00 |

## Fotografie

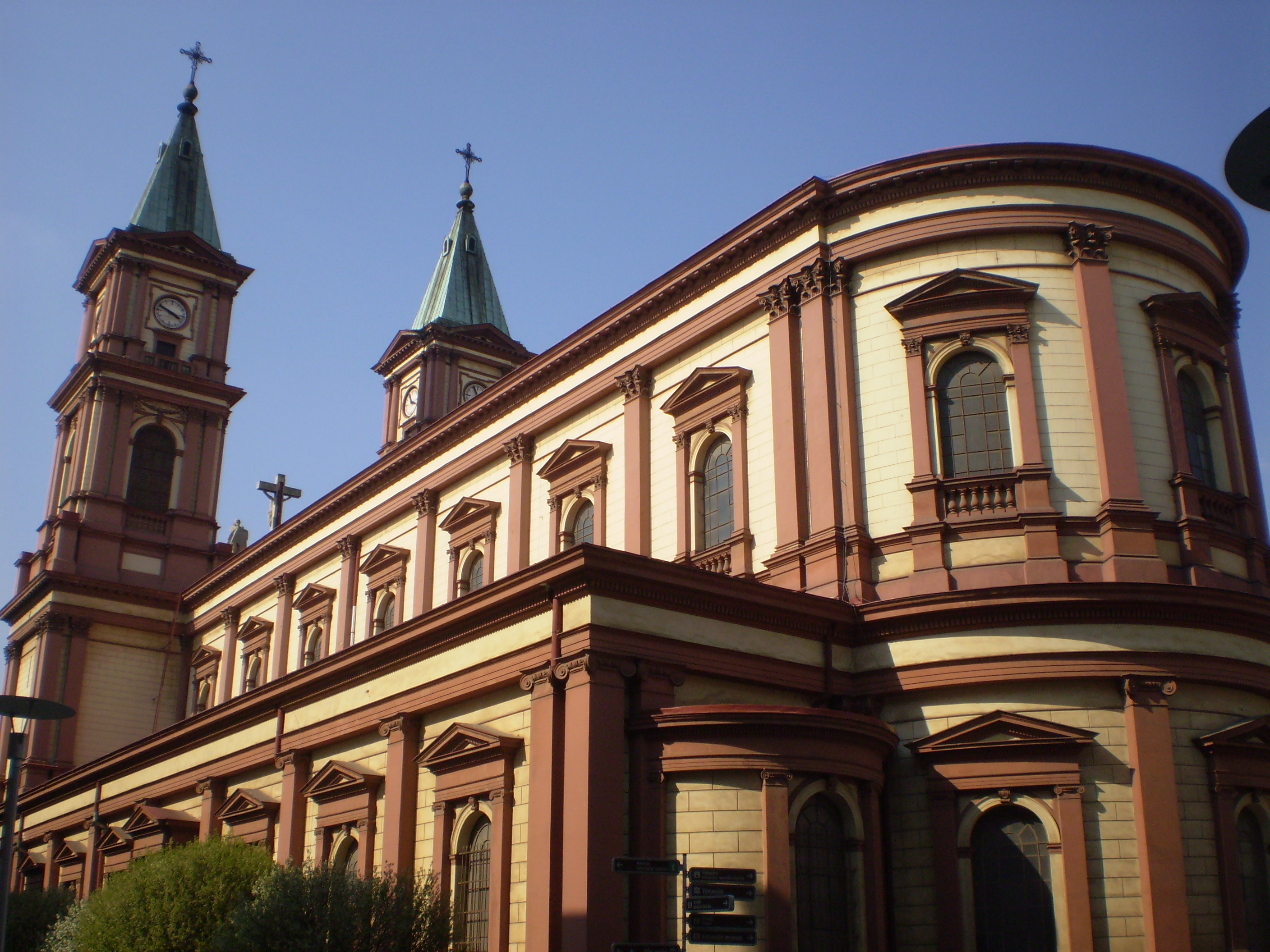
Zadní pohled na hlavní a pravou vedlejší loď
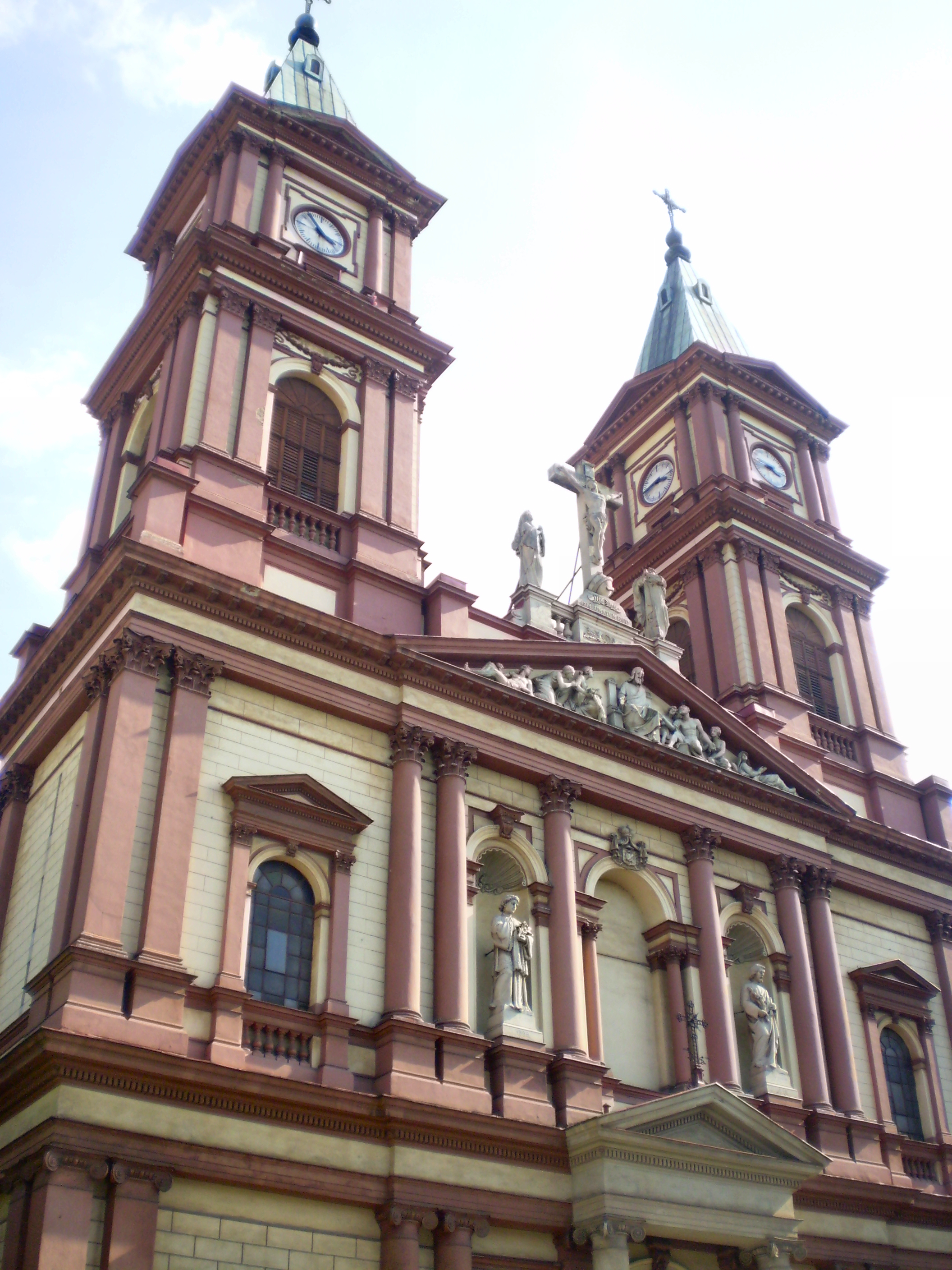
Pohled na věže
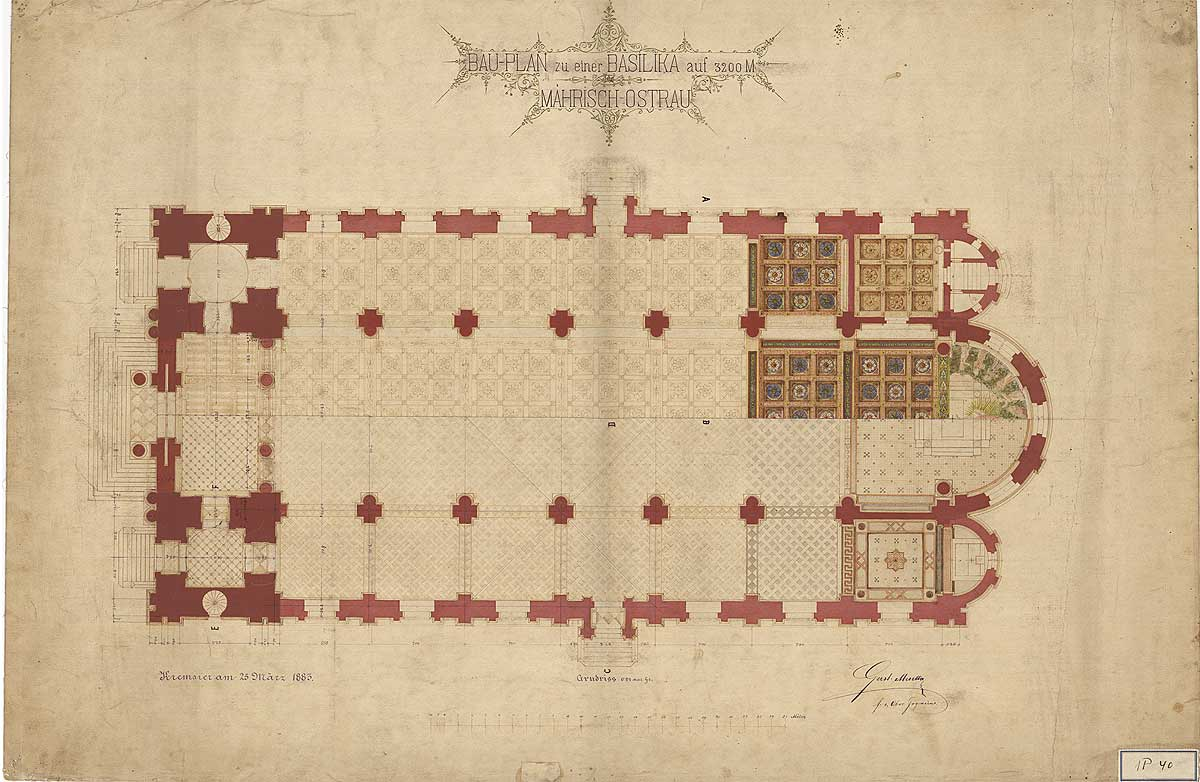
Stavební plán baziliky Božského Spasitele
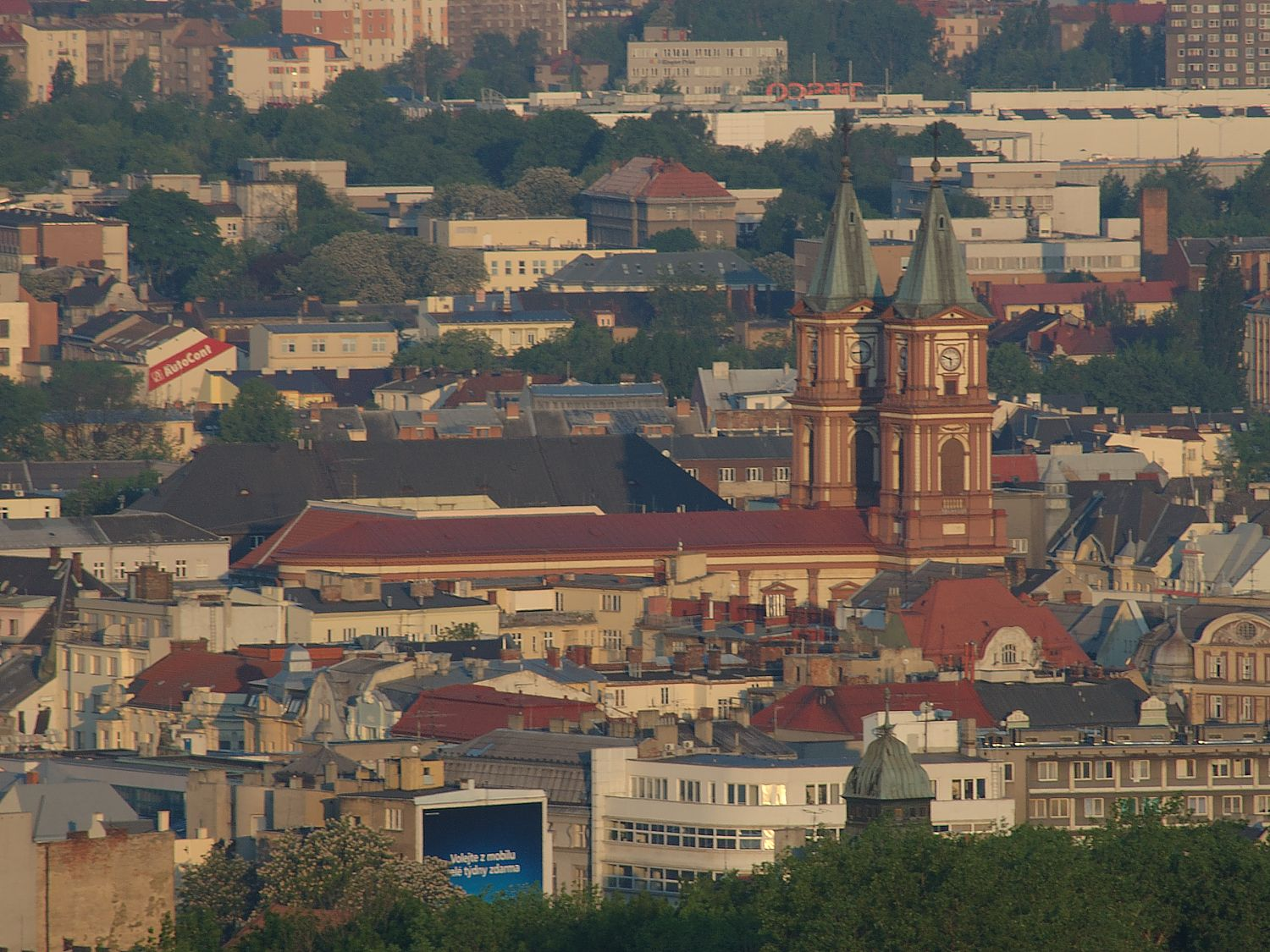
Pohled na katedrálu a její okolí
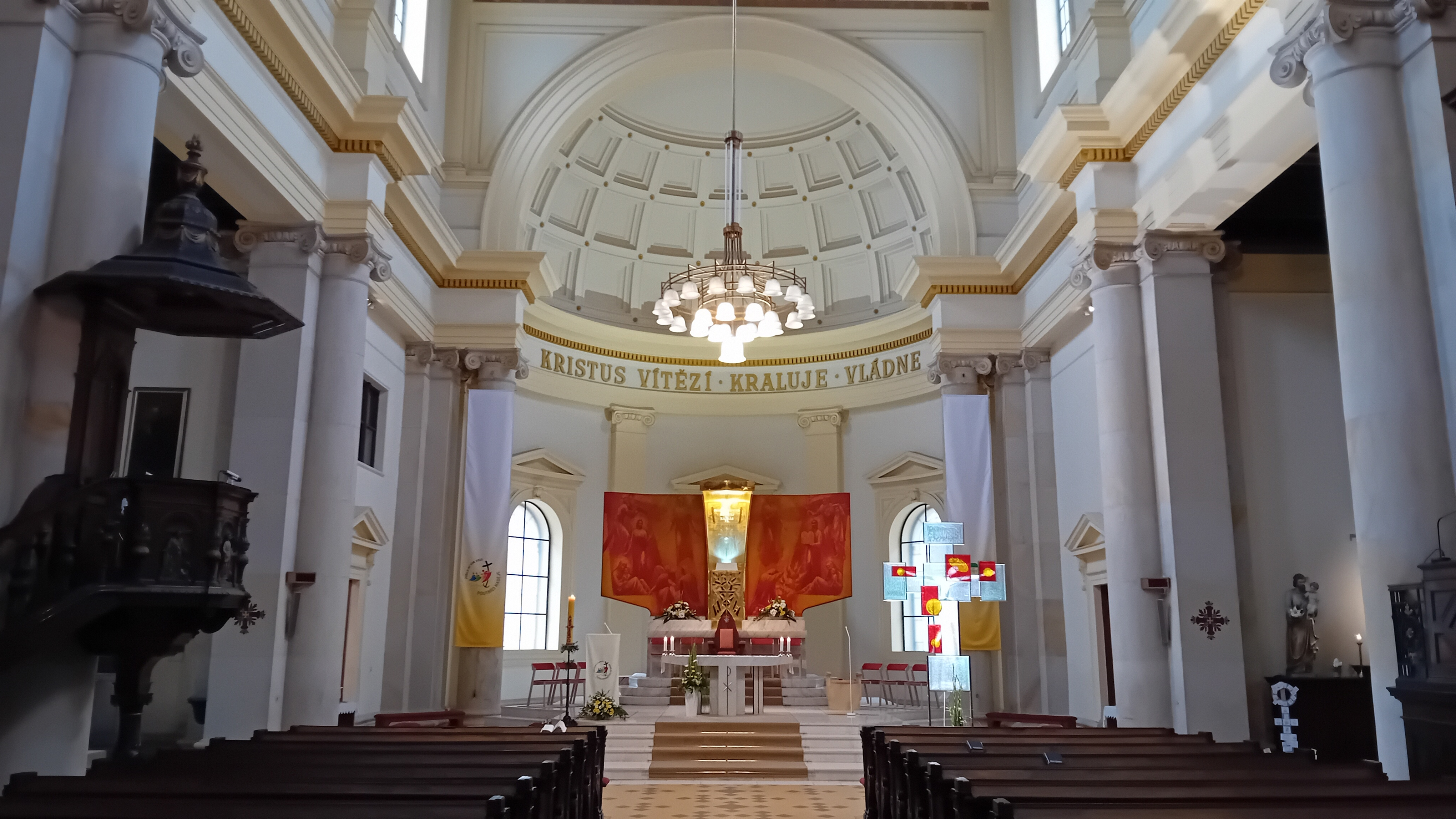
Interiér katedrály
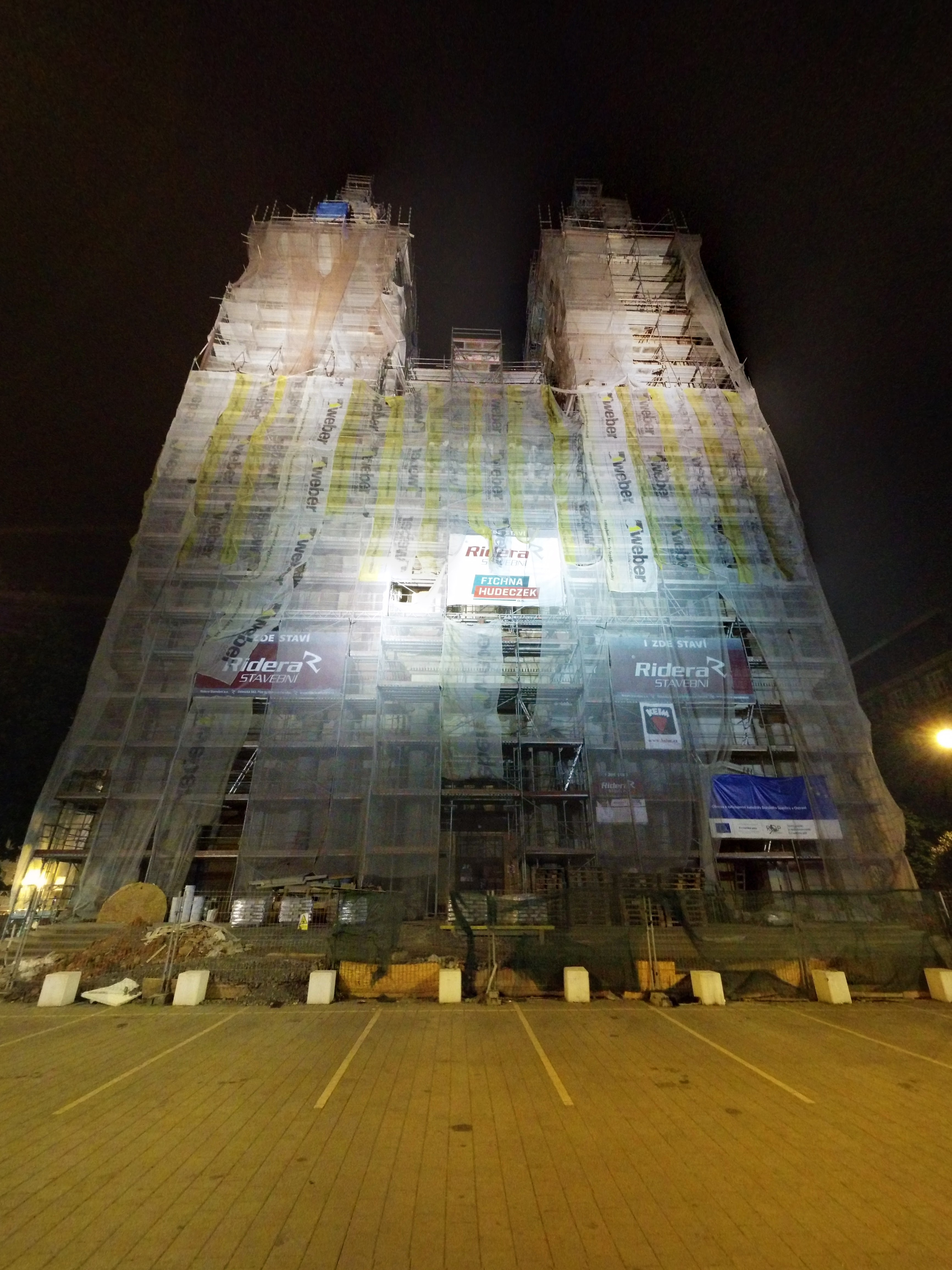
Rekonstrukce, exteriér - květen 2015
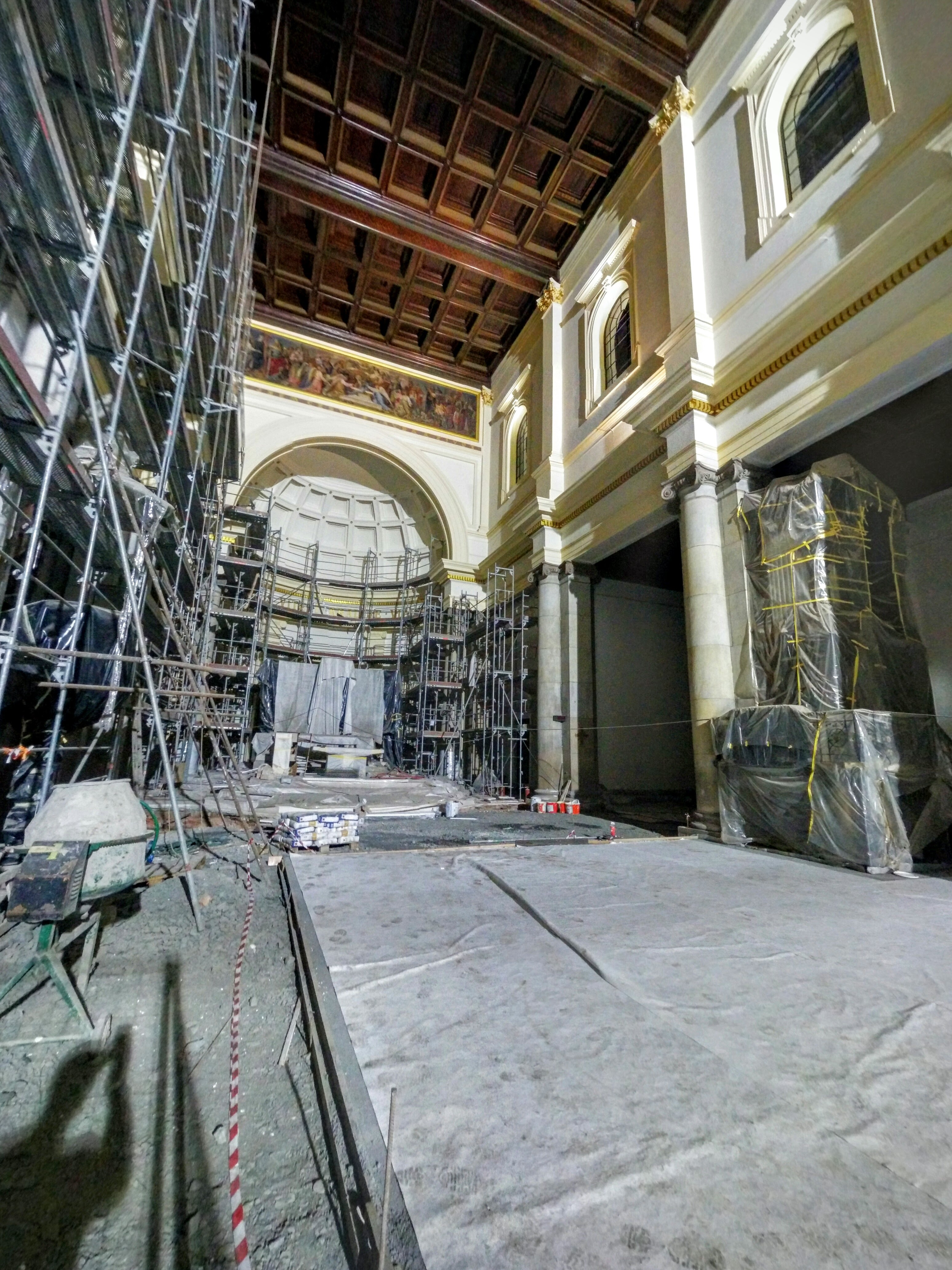
Rekonstrukce, interiér - květen 2015
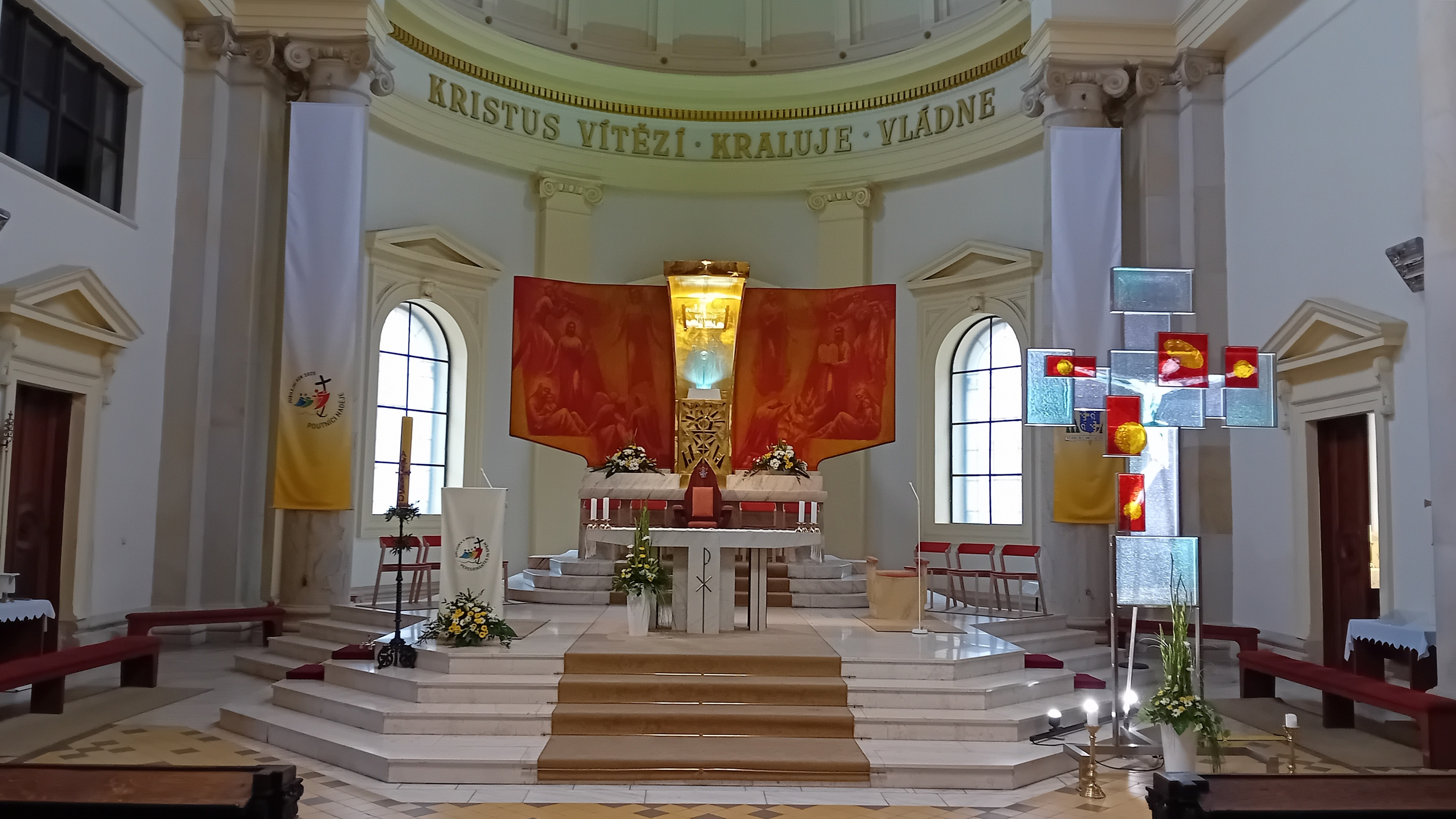
Hlavní oltář